# Astrometrie
Die Astrometrie (von altgriechisch ἀστήρ, ἄστρον astḗr, ástron, deutsch ‚Stern‘, und μέτρον métron, deutsch ‚Maß‘) ist der geometrische Teilbereich der Astronomie und als solcher das Gegenstück zur Astrophysik. Sie wird auch Positionsastronomie oder klassische Astronomie genannt und umfasst die Messung und Berechnung von Gestirnspositionen (Sternörtern) und ihren Bewegungen in genau definierten Bezugsystemen. Damit ist sie die Grundlage vieler astronomischer Forschungen und insbesondere der Himmelsmechanik. Bis zur Etablierung der Astrophysik, die um 1860 nach Erfindung der Spektroskopie begann, machten Astrometrie und Sphärische Astronomie den Großteil der gesamten Sternkunde aus.
Nach de Vegt ist Astrometrie die Wissenschaft vom geometrischen Aufbau des Universums (Ort, Bewegung und Entfernung der Gestirne) oder die Vermessung des Himmels. Gleichzeitig gibt sie eine Koordinaten-Grundlage für die Geodäsie – also die Vermessung der Erde.

## Aufgaben
Konkreter betrachtet, bedeutet Astrometrie heute:
- Erstellung von Katalogen mit genauen Positionen und Eigenbewegungen von Sternen
  - auf Basis fotografischer oder elektrooptisch gemessener Sternfelder
  - bzw. von scannenden Satelliten und Radioteleskopen
- Aufbau des fundamentalen Bezugskoordinatensystems von Astronomie und Geowissenschaften
- Aufbau räumlicher astronomischer Datenbanken
- Entwicklung von Messmethoden und Instrumenten 
  - einerseits terrestrisch (optische Teleskope und -Sensoren, Infrarot-, Radioteleskope usw.),
  - andererseits mit Astrometriesatelliten (Hipparcos und Gaia) und interplanetaren Raumsonden
- Durchführung der einschlägigen Messungen und internationalen Messkampagnen
- Reduktion der Messungen und Normung der entsprechenden Verfahren.

Die wichtigste Institution für diese Aspekte ist das Astronomische Rechen-Institut (ARI) in Heidelberg. Es betreibt Astrometrie, Stellardynamik und astronomische Dienstleistungen in Form von Ephemeriden und Jahrbüchern, Kalendergrundlagen und Bibliografien.

## Historisches und Querverbindungen
Bis zum Aufkommen der Astrophysik nach 1850 – vor allem durch die Spektralanalyse und die Astrofotografie – war (nach Karl Schütte) die Astrometrie gleichbedeutend mit Astronomie überhaupt. Erst im 20. Jahrhundert begann man von Astrometrie oder Positionsastronomie zu sprechen – im Gegensatz zur Astrophysik, welche ab 1950 die Astronomie dominierte.
Zwischen etwa 1960 und 1990 führte die Astrometrie beinahe ein Nischendasein, da sich ihr kaum 10 % der Astronomen (zunehmend allerdings die Geodäten) widmeten. Als aber die Ära der Astrometriesatelliten und der CCD-Sensoren begann, änderte sich dies und heute bringen die hochpräzisen Messmethoden der Astrometrie auch wesentliche Impulse u. a. für Himmelsmechanik, Raumfahrt, Kosmologie und die Stellardynamik bzw. Milchstraßenforschung.
Zu den Pionieren der "klassischen" Astrometrie zählen vor allem
- Hipparchos, auf den der erste Sternkatalog mit über 1000 Sternen zurückgeht und der die langsamen Koordinatenverschiebungen durch die Präzession entdeckte
- Ptolemaios, der die astronomischen Theorien seiner Zeit im Almagest zusammenfasste
- Tycho Brahe, der – noch ohne Fernrohr – Messgenauigkeiten bis zu 0,01° erreichte
- die an der Himmelspolizey mitwirkenden Astronomen Europas, welche um 1800 die ersten genauen Sternkataloge erstellten (z. B. Giuseppe Piazzi)
- Friedrich Wilhelm Bessel, dem die erste Messung einer Fixstern-Entfernung gelang
- Friedrich Argelander und seine 325.000 Sterne umfassende Bonner Durchmusterung, welche die deutsche Astronomische Gesellschaft zum System der AGK-Kataloge weiterentwickelte
- Simon Newcomb, dessen Definition des Fundamentalsystems fast 100 Jahre Bestand hatte
- das Astronomische Recheninstitut Heidelberg und das US Naval Observatory
- die Projektgruppen der Astrometriesatelliten Hipparcos und Gaia

Seit der Entwicklung optoelektronischer Sensoren und der Very Long Baseline Interferometry erlebt die Astrometrie eine Renaissance. Ihre Querverbindungen zur Geodäsie werden stärker; die Bedeutung hochpräziser Koordinatensysteme nimmt zu. Internationale Aufgaben wie Monitoring der Erdrotation mit Radioastronomie und GPS, Raumfahrt- und Satellitenprojekte wie Galileo oder Gaia werden interdisziplinär und geben jungen Astronomen neue Berufsmöglichkeiten. In der Definition der Zeitsysteme müssen Astronomen mit Physik und weiteren drei bis vier Disziplinen kooperieren.

## Zwei- bis vierdimensionale Astrometrie
Der 2-D-Teil der Astrometrie zählt zur sphärischen Astronomie und beschäftigt sich nur mit der Einfallsrichtung von Lichtquellen aus dem Weltraum – theoretisch, messtechnisch, betreffs der Koordinatensysteme und für diverse Reduktionen der scheinbaren Richtung von Himmelsobjekten (Planeten, Sternen, Galaxien) auf ihre wahre Richtung.
Dreidimensional werden die Sternörter durch Messung von Parallaxen – jener scheinbaren jährlichen Verschiebungen, die von gegenüberliegenden Punkten der Erdbahn feststellbar sind. Daraus können Sterndistanzen bis zu 100 Lichtjahren abgeleitet werden, mit Hipparcos- und anderen Methoden noch weit darüber hinaus.
4-D könnte man schließlich die Stellardynamik nennen, die sich auf Eigenbewegungen stützt. Man erhält sie aus genauen Sternörtern von weit auseinander liegenden Epochen. Ihre Ergänzung zum räumlichen Geschwindigkeitsvektor gibt die Radialgeschwindigkeit, ein Ergebnis der Spektralanalyse und somit der Übergang zur Astrophysik. Ähnlich steht es um Entfernungsbestimmungen mittels Fotometrie.
Die Dynamik ferner Objekte wird umso mehr astrophysikalisch erforscht, je weiter sie entfernt sind. Diese Grenze wird aber durch die Raumfahrt und Astrometriesatelliten ständig ausgeweitet.

## Nutzen für die astronomische Forschung
Präzise Sternkoordinaten, Entfernungs- und Geschwindigkeitsdaten befruchten viele Aspekte der Astronomie. Einige davon sind:
- Besseres räumliches Bild der Sternverteilung und der Bewegungsverhältnisse
- Dynamik der Milchstraße in unserer Umgebung
- Präzisere Bestimmung der Sternverteilung bezüglich der Kombination von Leuchtkraft und Spektraltyp im Hertzsprung-Russell-Diagramm
- Genauere Basis zur Vermessung der Erde und des Sonnensystems
- Präzisere Vorhersage[1] von Sternbedeckungen durch Planeten und Kleinplaneten (Asteroiden).
- Basis für hochpräzise Astrometrie bis zu entferntesten Galaxien
- Verbindung des optischen Koordinaten-Rahmens zu jenem der Radio-Interferometrie mit Quasaren; siehe VLBI, Geodäsie.